# تپه امامزاده میانه
 تپه امامزاده میانه مربوط به قرون ۷ و ۸ ق ـ قرون میانی اسلامی است و در شهرستان میانه، بخش کندوان، دهستان کندوان، ۱۰۰ متری شرق روستای مونق واقع شده و این اثر در تاریخ ۸ بهمن ۱۳۸۵ با شمارهٔ ثبت ۱۷۰۸۰ به‌عنوان یکی از آثار ملی ایران به ثبت رسیده است.